# بيل بومونت
بيل بومونت (بالإنجليزية: Bill Beaumont)‏ هو لاعب اتحاد الرغبي ورائد أعمال بريطاني، ولد في 9 مارس 1952 في برستون في المملكة المتحدة.

## وصلات خارجية
- بيل بومونت عل موقع إسبنسكروم (الإنجليزية)
- بيل بومونت على موقع أوليمبيديا (الإنجليزية)
- بيل بومونت على موقع IMDb (الإنجليزية)
- بيل بومونت على موقع قاعدة بيانات الفيلم (الإنجليزية)